# Troféu Guará
O Troféu Guará é reconhecido pelo público como o mais importante prêmio do futebol mineiro, e exalta os destaques da temporada em todas as posições. Criado em 1962 pela Rádio Itatiaia, teve como objetivo acabar com as diversas seleções dos melhores do ano no futebol, elaboradas pelos órgãos de imprensa de Minas Gerais.
Com o Troféu Guará foi criada uma lista única e final, que soma os votos de toda a mídia esportiva, entre rádios, televisões, revistas e jornais. Escolhidos os ganhadores, a Rádio Itatiaia produz a solenidade de entrega dos troféus. A premiação teve seu nome escolhido em homenagem ao grande jogador do Atlético Mineiro nas décadas de 30 e 40, Guaracy Januzzi, mais conhecido por Guará.
São agraciados os jogadores que se destacaram no ano, além do melhor árbitro, dirigente do ano, jogador revelação, craque do ano, artilheiro do ano, técnico do ano, preparador físico do ano.
Ainda há o prêmio Guará Especial, que prestigia pessoas ou instituições que se destacaram no cenário esportivo municipal.